# JR貨物チキ5500形貨車
JR貨物チキ5500形貨車（JRかもつチキ5500がたかしゃ）は、1992年（平成4年）度に製作された日本貨物鉄道（JR貨物）に在籍し、日鉄物流八幡が所有する積載荷重 37 t のロングレール輸送専用私有貨車（長物車）である。本項目では本形式に組み込まれる車両であるチキ5400形・チキ5450形についても記述する。

## 概要
レール輸送は国鉄時代は事業用貨物として行われていたが、国鉄分割民営化後は通常貨物となったため、JR各社がレール輸送用として所有していたチキ5500形を、1992年度にJR貨物運用車の増備として新製されたものである。本形式3両1編成で50 mレールを輸送しており、レールセンターや各現場で200 m以上に溶接して使用していた。
各現場での溶接などの労力軽減やレール品質向上の観点から、レールメーカーである新日鉄住金（当時）は2014年4月に世界最長となる150 mレール製造設備を整えた。それに対応した輸送を行うにあたり、チキ5400形およびチキ5450形が新規設計され、チキ5500形の追加増備も行われている。

## 構造

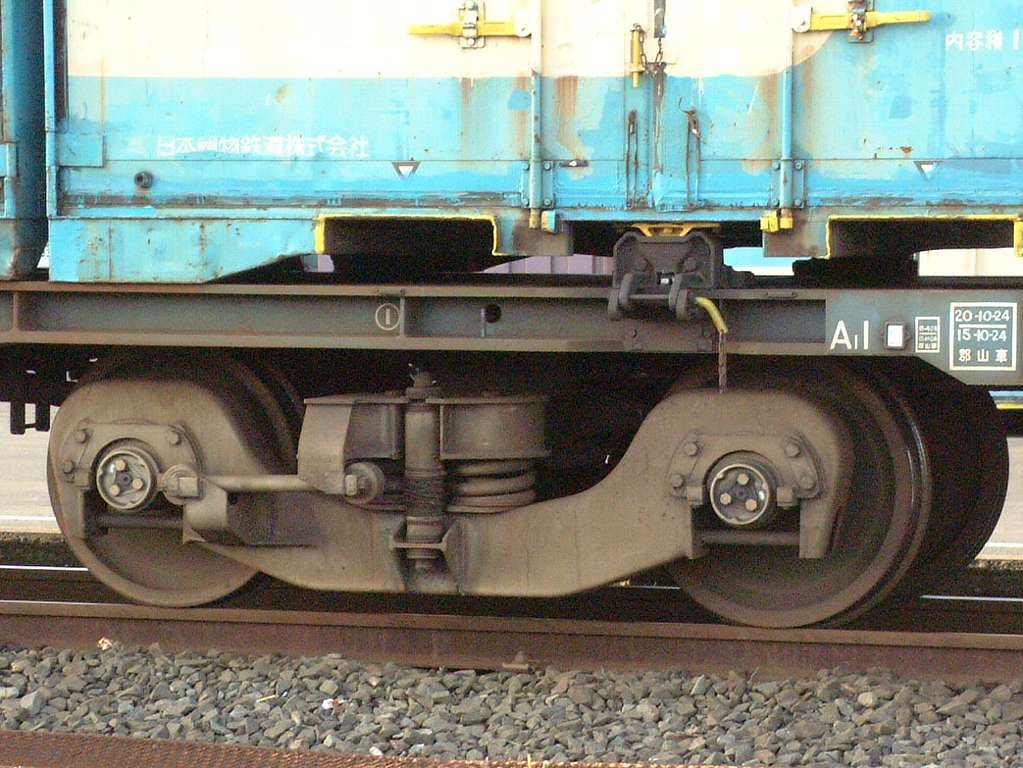
本形式と同等のFT1形台車（根室本線新富士駅、2005年6月26日）

台枠はコンテナ車と同様、側梁、枕梁、中梁、端梁、横梁などを溶接組立した構造である。
台車はコキ100系と同じFT1形を装備している。輪軸は車輪径860 ㎜、修正円弧踏面形状、軸受はコキ106形と同様のJT11Bを採用している。前後牽引力はボルスタアンカーを介して行われる。4位軸受の軸端には接地装置を取り付けている。
手ブレーキハンドルが車体側面に装備されており、ハンドルを操作することで後位台車の留置ブレーキが作用する。入換の際の突放作業が禁止されている。
ブレーキ装置は、最高速度が95 km/hであることから電磁自動空気ブレーキは省略され、応荷重式空気ブレーキである。車体中央部にブレーキ制御装置が搭載され、制御弁からのブレーキ指令圧力は応荷重弁を経由して台車単位でブレーキシリンダ圧力が供給される。供給空気ダメは1個（容量240 L）搭載する。コキ100系は2個（容量120 L×2）搭載であったが、艤装容易化のため個数削減を行った。
車体は黄緑色の塗装とされ、150 mレール用編成の場合は側面にレール積載本数に関する注意書きが追加されている。また、側面に白文字で大きく「日鉄物流八幡（過去は日鐵運輸→日鐵物流八幡→日鐵住金物流八幡）」と記されている。
レール積み付け具は、50 mレール用の場合は3両編成の中間車にレール締結用積み付け具を2台とレールの動きを規制するレール滑り台を2台、両端車にレール滑り台を1両あたり4台搭載している。150 mレール用の場合はレール拘束力がさらに必要であることから、9両編成の中間に位置するチキ5450形に搭載するレール滑り台の台数はそのままにレール締結用積み付け具は4台に増やされており、残り8両にレール滑り台を1両あたり3台（チキ5400形）もしくは4台（チキ5500形）搭載している。レール積載本数は0本もしくは28本のみ対応する。
車両番号はJR貨物の新製形式の付番方式に則り、形式+ハイフン+車番（例として、チキ5500-3）になっている。

## 形式別概説
| 150 mレール用 | チキ5400 | チキ5500 | チキ5500 | チキ5500 | チキ5450 | チキ5500 | チキ5500 | チキ5500 | チキ5400 |
| 50 mレール用  | チキ5500 | チキ5500 | チキ5500 |          |          |          |          |          |          |

### チキ5500形
荷重37 t積レール輸送用車で1992年に6両（1-6）が登場した。
全長は18,150 mm、全幅は2,570 mm、全高は3,215 mm、台車中心間距離は13,850 mm、自重は17.0 t、換算両数は積車4.0、空車1.6である。3車1連で50 m長のレールを積載するが、1両運用や従来のチキ5500との共通運用が可能である。
2011年（平成23年）度から増備が再開され、台車はFT1F形に変更されており、後述のチキ5400形・5450形登場後は中間車として組成される車両が現れている。
2016年時点で21両が在籍する。

### チキ5400形
9両編成化に対応するため、チキ5500形の編成の両端に連結される車両で2013年度に登場した。9両編成で編成長を150 mとするため、全長は15,000 mmでチキ5500形より短い。軌道変位に対する追従性を考慮し、台車中心間距離を極力大きくした10,700 mmとした。台車は、空車時の輪重減少率低減を狙い、空車積車で枕ばねの特性を切り替える2段枕ばねを採用したFT1Gを採用する。レール滑り台を3台搭載する。
2016年時点では6両が在籍する。

### チキ5450形
9両編成化に対応するため、チキ5500形の編成の中間に連結される車両で2013年度に登場した。チキ5400形と同様の理由で、全長は15,000 mm、台車中心間距離は10,700 mm、台車はFT1Gを採用する。レール滑り台を2台、レール締結用積み付け具を4台搭載する。
2016年時点では3両が在籍する。

## 運用

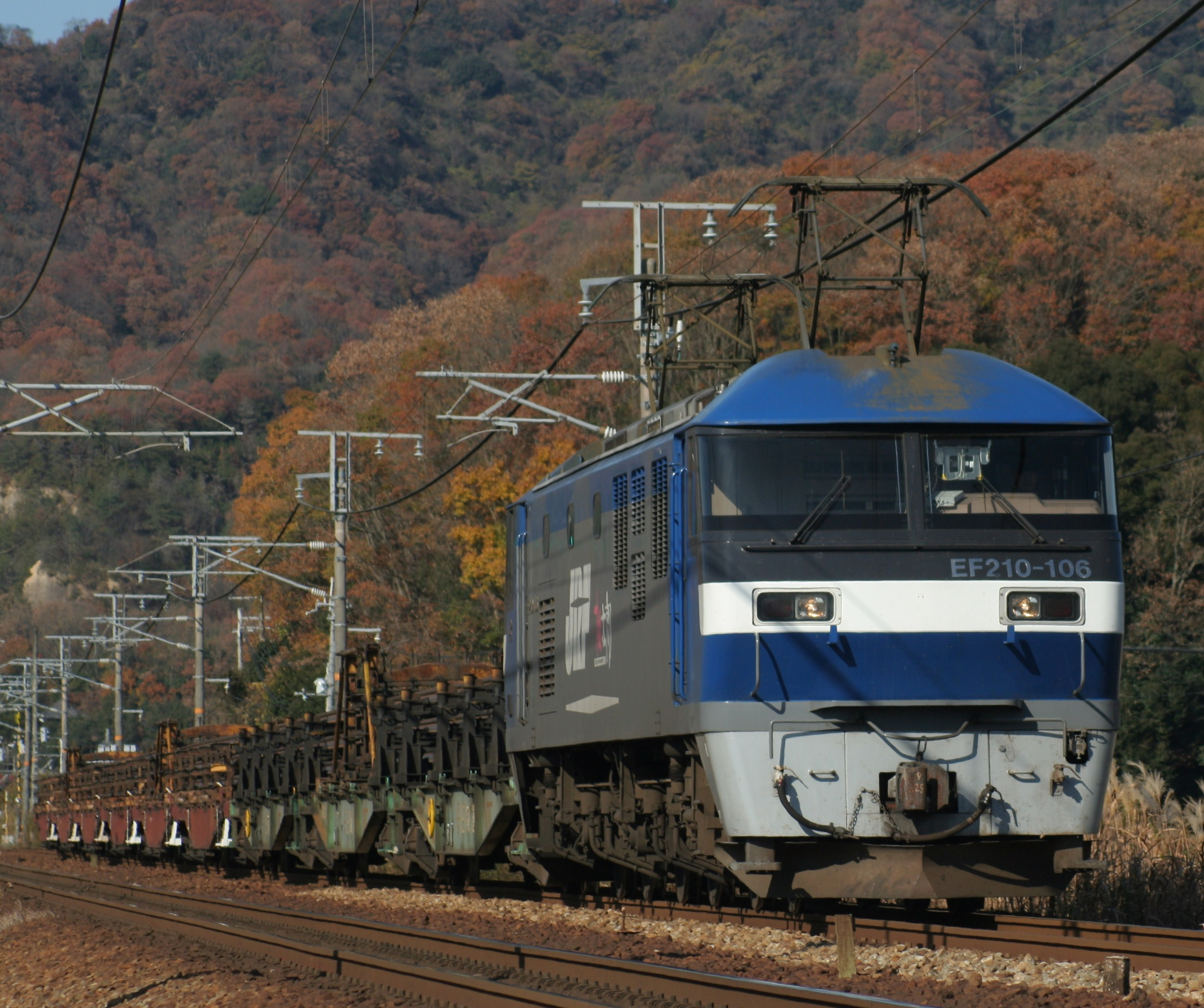
国鉄チキ5500形とともにレール輸送に用いられている（8866レ、EF210-106+JR貨物チキ5500形3両+国鉄チキ5500形6両、2009年12月8日）

黒崎駅から関門トンネルを越えて西浜松駅まで運用されていたが、2014年のダイヤ改正により150 mロングレールの営業輸送を開始した。2016年より従来の船舶輸送に代わる形で越中島貨物駅（東京レールセンター）までの運用が開始された。JR東日本管内ではこのほかに東鷲宮駅・那須塩原駅・岩切駅発着の運用も設定されている。2025年より、北海道新幹線延伸用ロングレール輸送のため、長万部駅まで運用された。これが初の青函トンネルを通過した北海道運用となった。